# Desmostylia
I desmostili (Desmostylia) sono un ordine di mammiferi di incerta collocazione sistematica, vissuti tra l'Oligocene inferiore e il Miocene superiore (tra 31 e 7 milioni di anni fa). I loro resti sono stati rinvenuti sulle due sponde dell'oceano Pacifico: negli USA, in Canada, in Messico, in Siberia e in Giappone. Sono l'unico ordine di mammiferi marini completamente estinto.

## Descrizione
Per farsi un'idea dell'aspetto dei desmostili, si può pensare forse a ippopotami con le zampe palmate, o forse a grosse e pesanti otarie fornite di quattro zanne. In sostanza, i desmostili avevano un corpo a forma di botte e una testa lunga e bassa, con grandi zanne sporgenti. Le zampe erano possenti e probabilmente avevano le estremità palmate, mentre la coda era corta. Erano solitamente di grandi dimensioni: il più piccolo desmostilo noto, Ashoroa laticosta, era lungo quasi 170 centimetri, mentre le forme più grandi potevano superare i tre metri di lunghezza.

### Cranio

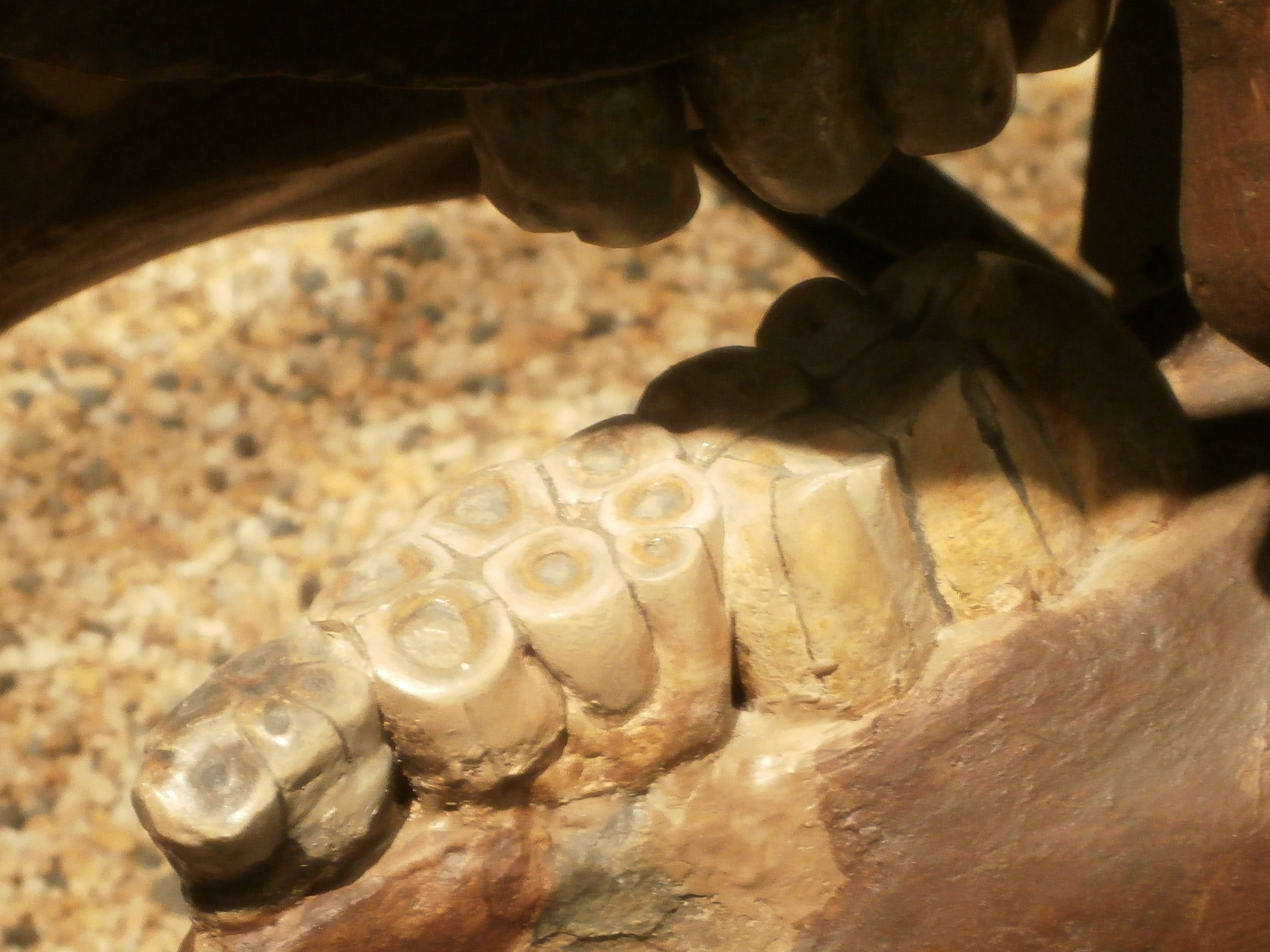
I denti posteriori di Desmostylus japonicus, dalla caratteristica struttura "a colonne"

Il cranio dei desmostili era solitamente dotato di un muso allungato e allargato, con l'apertura nasale arretrata e situata leggermente in posizione dorsale. Le arcate zigomatiche erano prominenti e si trovavano dietro gli occhi, mentre i processi paroccipitali (ovvero flange ossee rivolte verso il basso dietro le articolazioni delle fauci) erano allungati; i seni epitimpanici sfociavano nelle fosse temporali (cavità sopra i fori delle orecchie).
La mascella e la mandibola erano solitamente fornite di incisivi rivolti in avanti e di canini a forma di zanne, seguiti da un lungo diastema, in parte a causa del ridotto numero di premolari. Le cuspidi dei premolari e dei molari erano costituite da cilindri densamente ravvicinati composti da uno spesso strato di smalto (da qui il nome Desmostylia, che significa "fascio di colonne"). La formula dentaria era 3.1.4.3, con un quarto premolare deciduo e trilobato. I denti della zona delle guance erano brachidonti e bunodonti nei generi più arcaici, ma erano ipsodonti nei generi più derivati quali Desmostylus, che era dotato di numerose cuspidi sovrannumerarie.

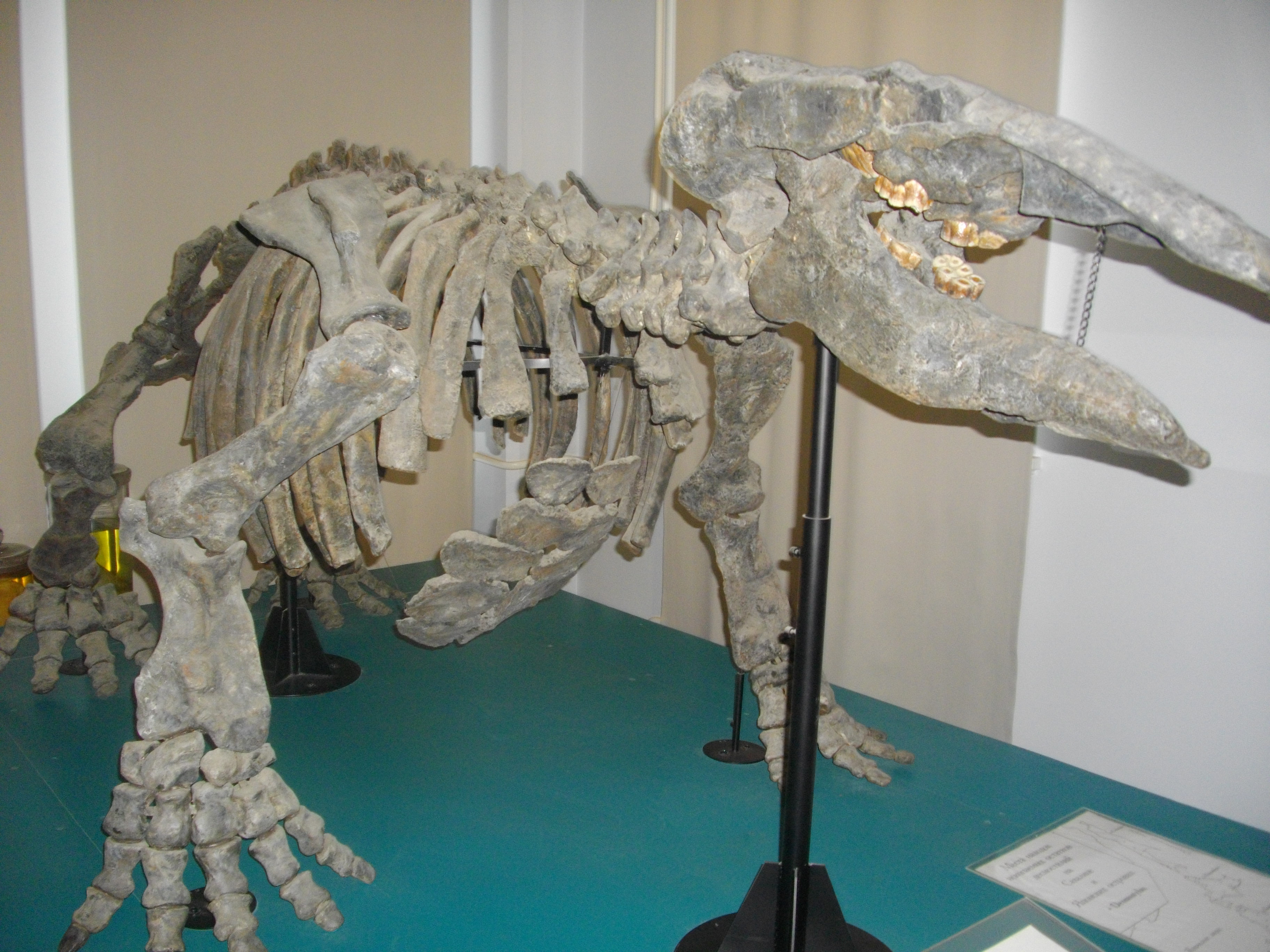
Scheletro di Desmostylus

### Scheletro postcranico
Il corpo era robusto e compatto, con un collo relativamente corto, un torace profondo e uno sterno ampio. La regione lombare della spina dorsale era fortemente arcuata, mentre la coda era molto ridotta. Lo scheletro postcranico era caratterizzato dall'assenza della clavicola, mentre lo sterno era costituito da una serie di sternebre pesanti, appaiate e a forma di piastre. Le zampe erano robuste e vi era una considerevole torsione nella tibia, mentre l'articolazione della caviglia era obliqua rispetto alla diafisi della tibia; queste condizioni si riscontrano in vari gradi nei mammiferi terrestri non corridori. Negli adulti, le articolazioni tra il radio e l'ulna impedivano qualunque movimento di rotazione. Le ossa del metacarpo erano più lunghe di quelle del metatarso, e ogni piede era dotato di quattro dita (il primo dito era vestigiale). In molte specie le ossa mostravano un certo grado di osteosclerosi (aumento di densità) ma non di pachiostosi (aumento di volume).

### Sinapomorfie
Tra le sinapomorfie che definiscono i desmostili come gruppo unitario vi sono: la radice delle zanne dal diametro allargato, un canino inferiore ingrandito, il quarto premolare inferiore il cui talonide presenta ipoconide ed entoconide ridotti in altezza, il terzo molare inferiore dalla piattaforma dell'ipoconulide ampia, incisivi inferiori allineati trasversalmente, piatti e a forma di zanne, assenza di forame all'interno dell'osso squamoso che passa davanti al meato uditivo esterno (quest'ultimo in posizione alta e chiuso ventralmente), presenza di un forame post-zigomatico, processo paroccipitale allungato, basioccipitale lungo meno della metà dell'ampiezza del foramen magnum, sternebre appaiate, presenza di un solco intertubercolare stretto e basso nell'omero, osso capitato dalla superficie distale inclinata medialmente e tibia ritorta con la sua superficie articolare distale rivolta lateralmente (Matsui e Tsuihiji, 2019).

## Classificazione
Il primo desmostilo a venire descritto è stato Desmostylus hesperus, conosciuto originariamente solo per alcuni denti e vertebre provenienti dalla California e descritto inizialmente da Othniel Charles Marsh nel 1888 come un rappresentante aberrante dei sireni. Già dieci anni più tardi, tuttavia, emersero dubbi riguardo a questa classificazione grazie alla scoperta di resti più completi ritrovati in Giappone. Nel 1905 Henry Fairfield Osborn propose però ancora una volta l'inclusione di Desmostylus tra i sireni. Una delle collezioni più ampie di fossili di denti di desmostili venne raccolta da John C. Merriam, che concluse (sulla base della struttura dei molari e dei ripetuti ritrovamenti in depositi di origine marina) che questi animali fossero mammiferi acquatici, probabilmente sireni. Nel 1926, il paleontologo austriaco Othenio Abel suggerì un'appartenenza ai monotremi (tra i quali l'ornitorinco), e nel 1933 creò anche l'ordine "Desmostyloidea", che incluse tra i multitubercolati. Abel morì poco dopo la Seconda guerra mondiale, e le sue idee sulla classificazione dei desmostili vennero dimenticate dalla maggior parte degli studiosi.

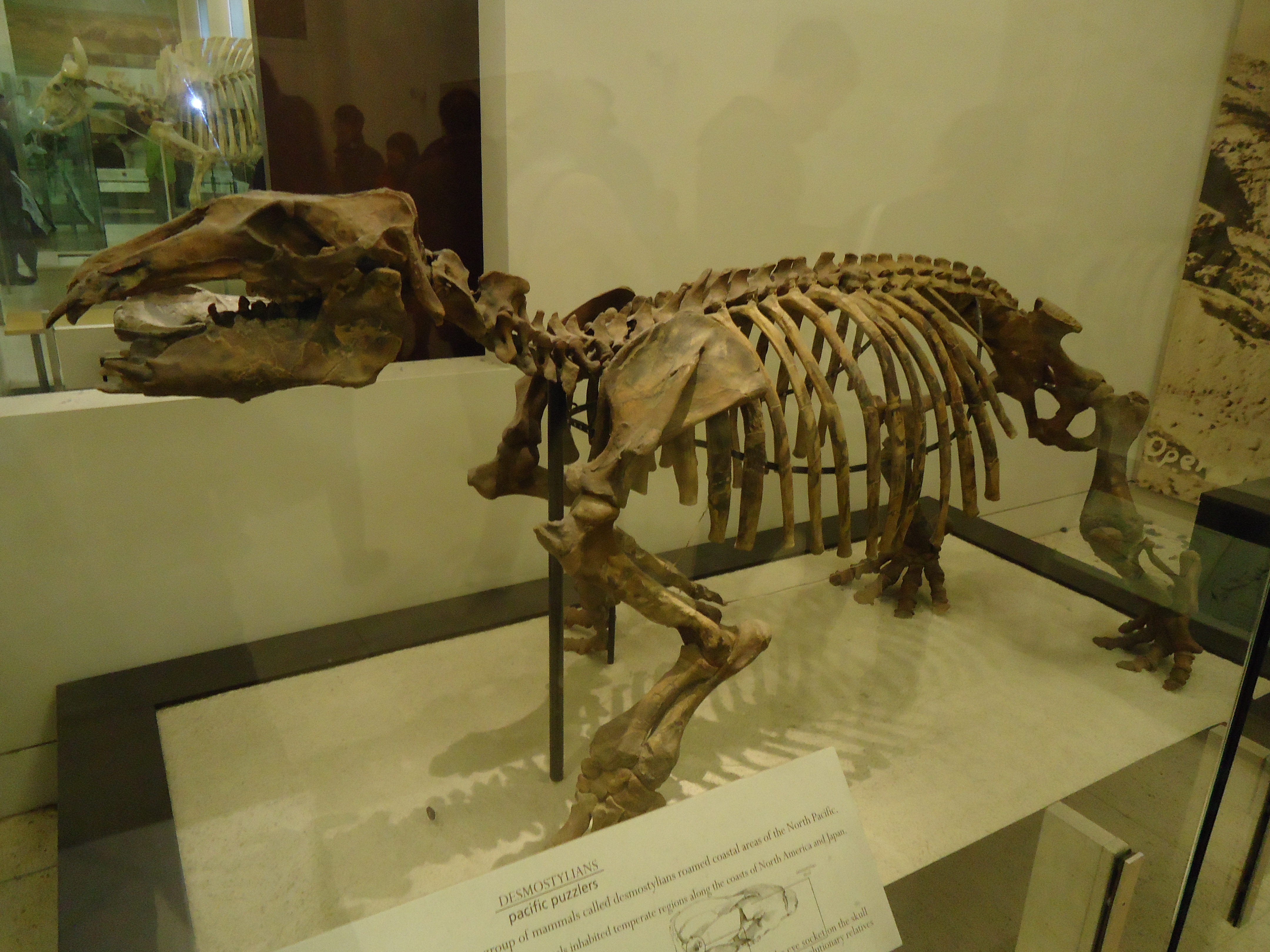
Scheletro di Paleoparadoxia tabatai

Poiché i desmostili erano conosciuti originariamente solo grazie a frammenti cranici, denti e poche altre ossa, gli studiosi concordavano generalmente che questi animali, essendo acquatici, possedessero zampe simili a pagaie e una coda simile a una pinna. La scoperta di uno scheletro completo proveniente dall'isola di Sahalin nel 1941 mostrò invece che questi animali possedevano quattro zampe robuste con ossa paragonabili a quelle degli ippopotami; ciò giustificò la creazione di un nuovo ordine, Desmostylia, da parte di Reinhart nel 1953.
Alcune caratteristiche del cranio e della dentatura dei desmostili richiamano i sireni e gli elefanti, ma la maggior parte delle caratteristiche osteologiche li distingue da qualunque altro mammifero noto. La scoperta da parte di Douglas Emlong nel 1971 del nuovo genere Behemotops in Oregon dimostrò che i desmostili più antichi possedevano denti e fauci più simili a quelli degli antichi proboscidati rispetto ai desmostili più recenti. Nonostante questa scoperta, le parentele con i manati e gli elefanti rimasero irrisolte. Tradizionalmente, numerosi studiosi hanno considerato i desmostili come membri dei cladi Afrotheria (le "bestie d'Africa") o Tethytheria (il cui nome deriva dal paleo-oceano Tetide, lungo i margini del quale si pensa si siano originati i suoi membri), entrambi comprendenti sia i manati che gli elefanti. Se l'antenato comune dei tetiteri fosse stato semiacquatico, i proboscidati sarebbero divenuti secondariamente terrestri; se invece fosse stato terrestre, i desmostili e i sireni si sarebbero evoluti indipendentemente in mammiferi acquatici. L'attribuzione dei desmostili agli afroteri è sempre stata problematica da un punto di vista biogeografico, in quanto l'Africa fu sicuramente il luogo dell'evoluzione iniziale degli afroteri, mentre i desmostili sono stati rinvenuti esclusivamente lungo l'anello del Pacifico.
Queste classificazioni sono state seriamente messe in dubbio da un'analisi cladistica del 2014, nella quale gli antracobunidi e i desmostili (due grandi gruppi di presunti afroteri non africani) venivano visti come strettamente imparentati fra loro, nell'ambito dell'ordine dei perissodattili, un gruppo di mammiferi laurasiateri (Cooper et al., 2014). Tuttavia, uno studio successivo ha mostrato che, se gli antracobunidi mostrano tutte le caratteristiche per essere definiti perissodattili, i desmostili condividerebbero lo stesso numero di caratteristiche necessarie per essere inclusi sia nei Paenungulata (un clade paragonabile al concetto Tethytheria) sia nei Perissodactyla, lasciando quindi una possibilità di classificazione dei desmostili all'interno degli afroteri (Gheerbrant et al., 2016).
Tradizionalmente, l'ordine dei desmostili viene suddiviso in due famiglie, i desmostilidi (Desmostylidae) e i paleoparadoxidi (Paleoparadoxiidae). I primi comprendevano alcuni fra i desmostili dalle dimensioni più contenute, come l'antico Ashoroa dell'Oligocene medio, ma anche forme di dimensioni maggiori come l'eponimo Desmostylus e Cornwallius. In ogni caso, sembra che questi animali fossero caratterizzati da una densità ossea inferiore a quella dei paleoparadoxiidi. Secondo uno studio di Matsui e Tsuihiji (2019), i desmostilidi possedevano le seguenti sinapomorfie: sette o più cuspidi sul terzo molare superiore, incisivi inferiori conici e a forma di zanna, nessun passaggio anteriore al meato uditivo esterno che si connetteva al tetto cranico, presenza di un solco orbitale anteriore, centri vertebrali costituiti da osso cancelloso, e omero dotato di un solco intertubercolare poco profondo e ampio.
I paleoparadoxiidi, invece, erano solitamente di dimensioni maggiori e dotati di una densità ossea particolarmente elevata. Secondo lo studio del 2019 i paleoparadoxiidi (lì chiamati Palaeoparadoxiinae a causa dell'esclusione di Behemotops, precedentemente considerato un paleoparadoxiide basale) possedevano le seguenti sinapomorfie: sinfisi mandibolare ruotata anteroventralmente, 14 o 15 vertebre toraciche e una diafisi femorale piatta.
Altri generi arcaici, Behemotops e Seuku, non possono essere considerati appartenenti all'una o all'altra famiglia. I più antichi desmostili sono in ogni caso i desmostilidi Ashoroa e Cornwallius, risalenti alla fine dell'Oligocene inferiore. Ashoroa proviene dal Giappone e Cornwallius è noto per vari resti fossili ritrovati in un ampio areale comprendente la penisola della Baja California, le coste dell'Oregon e dello stato di Washington, e l'isola di Unalaska, a testimoniare la notevole diffusione di questi animali già all'inizio della loro storia evolutiva.
Di seguito è mostrata una classificazione dei vari generi attribuiti ai desmostili, tratta (e leggermente modificata) dal lavoro di Matsui e Tsuihiji (2019):

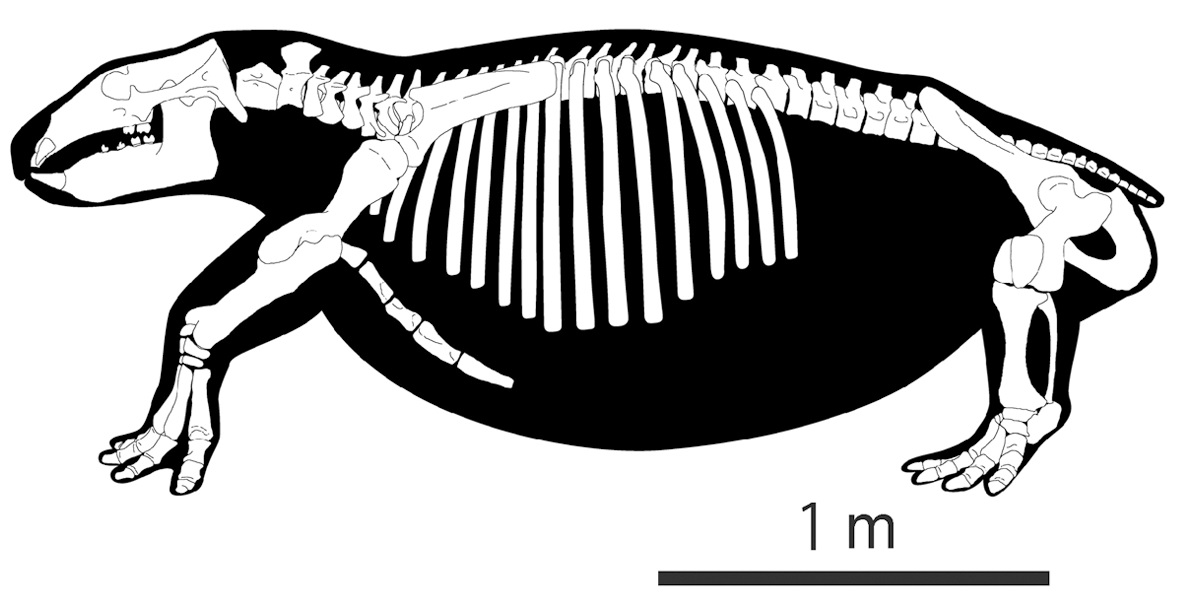
Behemotops

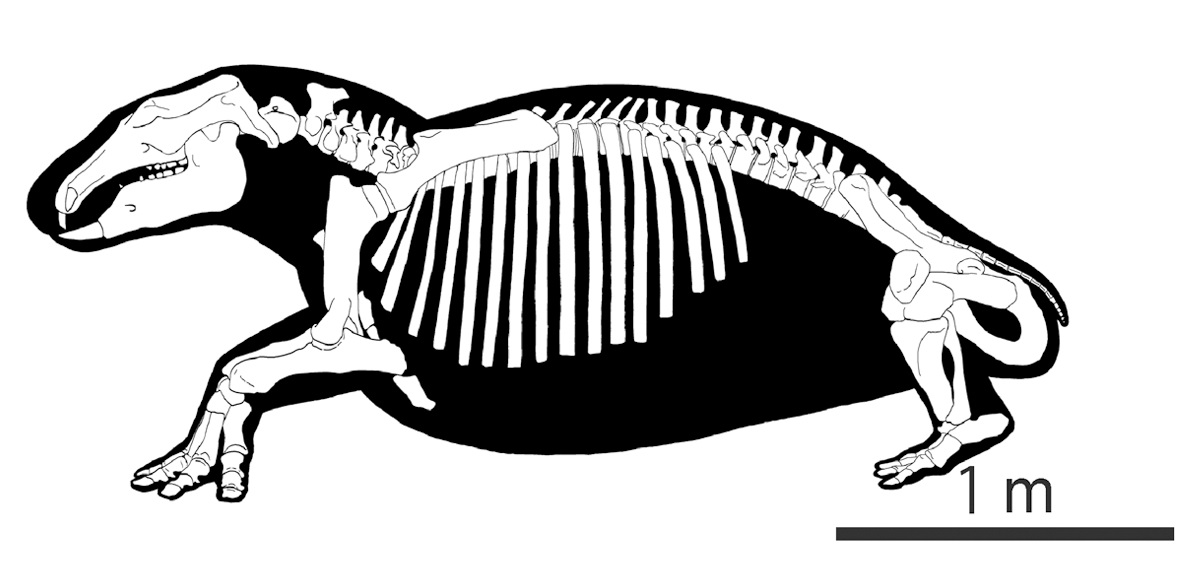
Paleoparadoxia

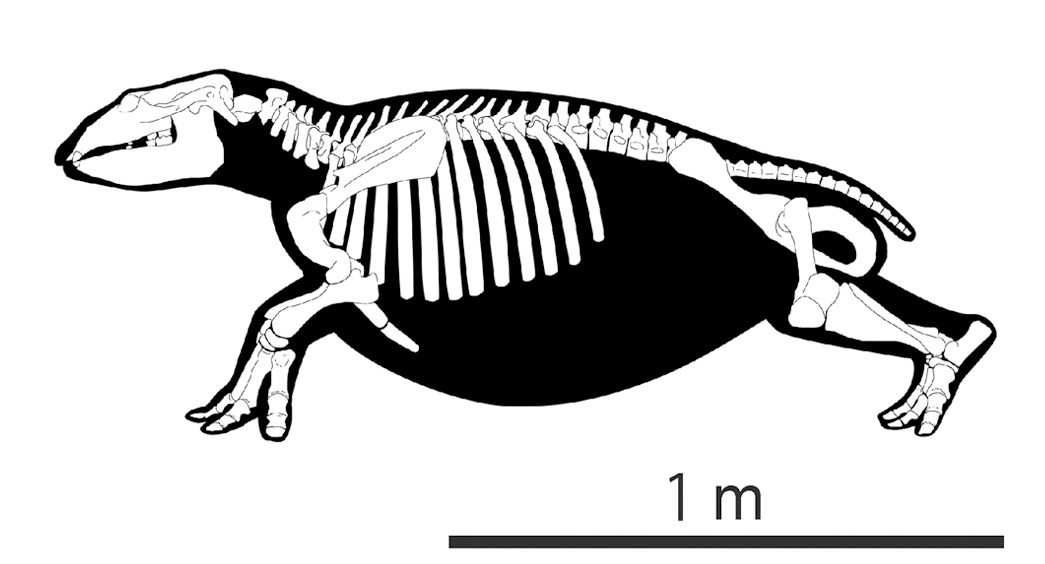
Ashoroa

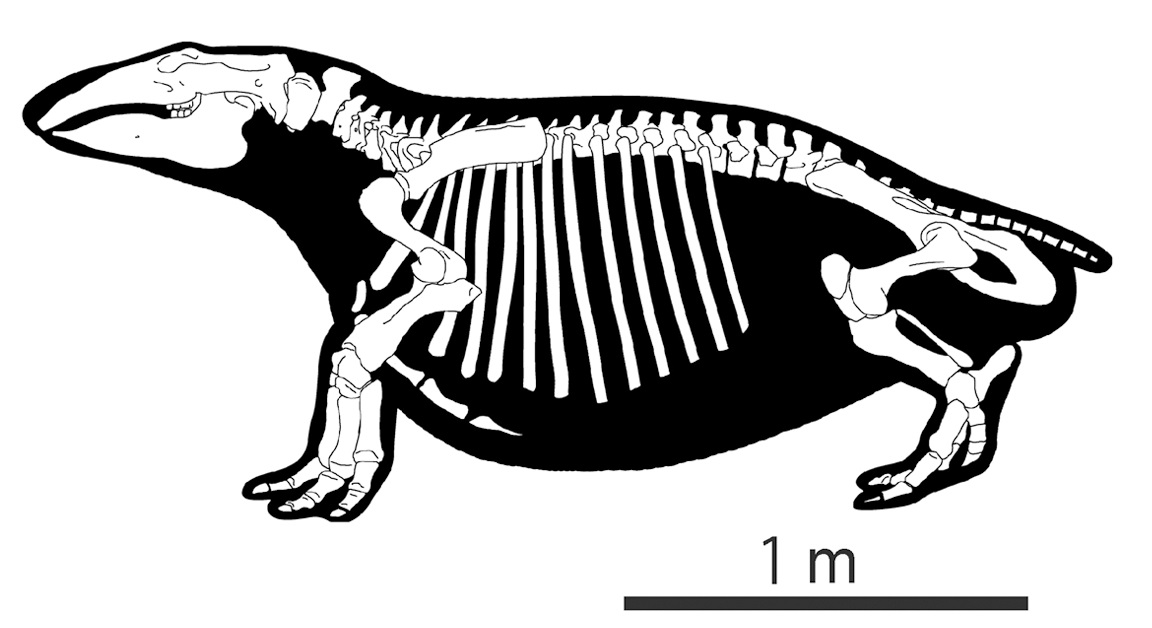
Desmostylus

Ordine †DESMOSTYLIA
- †Behemotops
  - †B. proteus
  - †B. katsuei
- †Seuku
  - †S. emlongi
- Famiglia †Paleoparadoxiidae
  - †Archaeoparadoxia
    - †A. weltoni

  - †Paleoparadoxia
    - †P. tabatai
    - †P. media

  - †Neoparadoxia
    - †N. cecilialina
    - †N. repenningi
- Famiglia †Desmostylidae
  - †Ashoroa
    - †A. laticosta

  - †Cornwallius
    - †C. sookensis

  - †Desmostylus
    - †D. hesperus
    - †D. japonicus
    - †D. coalingensis

  - †Kronokotherium
    - †K. brevimaxillare

  - †Ounalashkastylus
    - †O. tomidai

## Paleoecologia
La forma dei denti e le caratteristiche dello scheletro dei desmostili suggeriscono che questi animali fossero erbivori acquatici che vivevano nei pressi dei litorali. Il loro nome si riferisce alla particolarissima forma dei loro molari, nei quali ogni cuspide era modificata fino a divenire una colonna cava; un tipico molare desmostilo assomigliava a un raggruppamento di tubi o, nel caso di denti usurati, di vulcani. Ciò potrebbe riflettere la stretta parentela tra i desmostili, i penungulati (all'interno dei quali sono spesso stati classificati) e i tubulidentati (l'attuale oritteropo). Desmostylus non masticava né si nutriva come alcun animale noto. La morfologia delle fauci e dei denti di Desmostylus indica che questo animale stringeva i suoi denti, sradicava piante acquatiche con l'aiuto delle zanne e di una potente muscolatura del collo, e poi le risucchiava usando i muscoli della gola e la forma del palato.
I desmostili sono ritenuti animali acquatici a causa di una combinazione di caratteristiche. Anche se le loro zampe sembrerebbero adatte alla locomozione terrestre, un gran numero di ulteriori parametri confermerebbe la loro natura acquatica: 
- i loro fossili sono stati ritrovati in terreni di origine marina;
- le narici sono ritratte e le orbite sono innalzate rispetto al cranio, come avviene in altri mammiferi acquatici;
- i livelli di isotopi stabili presenti nel loro smalto dentario suggeriscono una dieta e un ambiente acquatico (carbonio e ossigeno) e acque dolci o salmastre (stronzio);
- il loro tessuto osseo spugnoso è simile a quello dei cetacei.

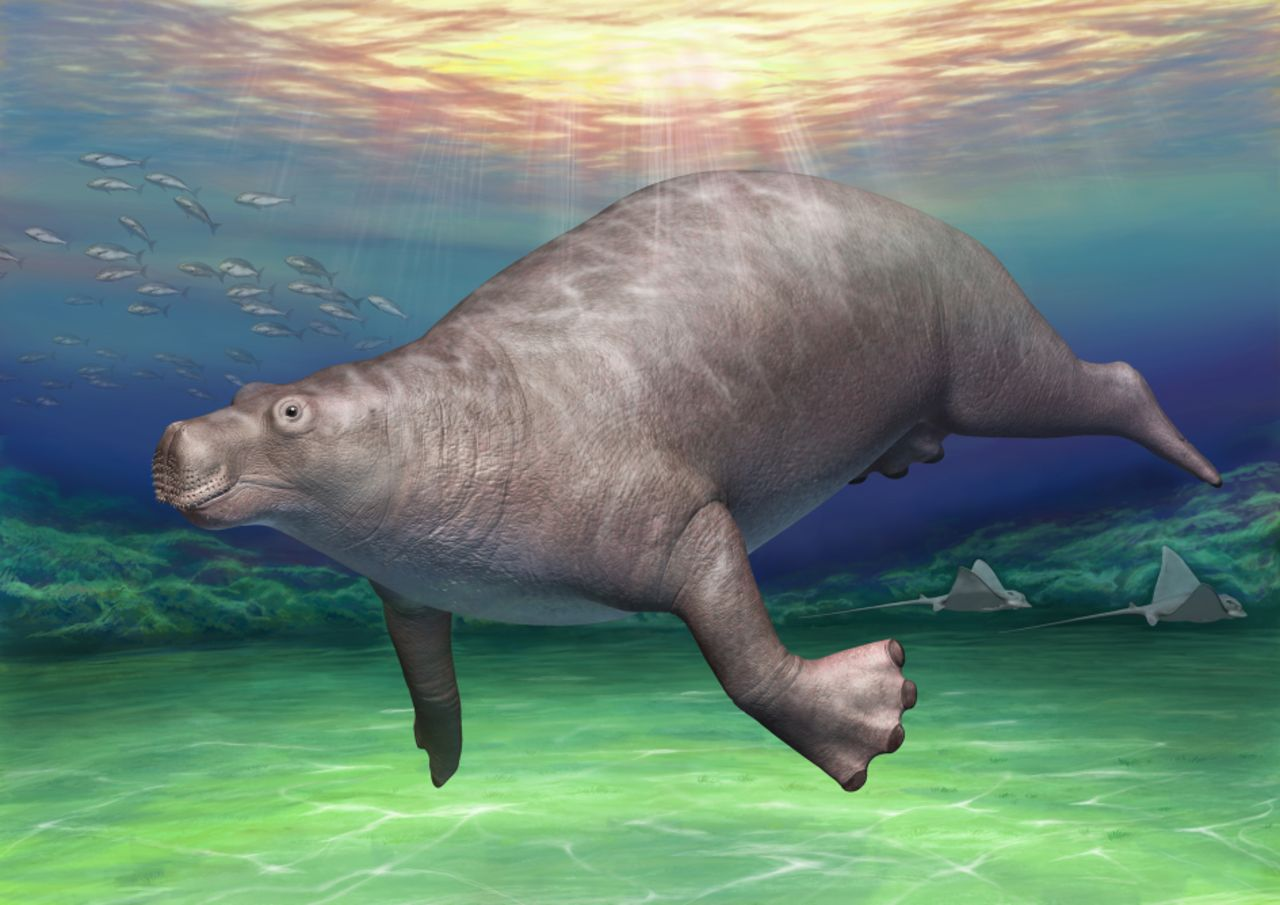
Ricostruzione di Palaeoparadoxia come un mammifero marino dalla locomozione basata sul movimento degli arti anteriori, secondo gli studi di Gingerich (2005)

La peculiare morfologia dei desmostili, unitamente all'impossibilità di ricondurli nettamente a un analogo ecologico attuale, ha portato i paleontologi a ipotizzare diverse ricostruzioni possibili di questi animali e del modo in cui si muovevano, tra le quali alcune che richiamavano ippopotami, tapiri, leoni marini, coccodrilli e creature diverse da qualunque altra. Le interpretazioni più in voga, in ogni caso, li hanno ritratti come esseri vagamente simili a otarie (Repenning, 1965), come animali con le zampe sotto il corpo, nel modo tipico dei mammiferi terrestri come i bradipi terricoli (Domning, 2002), o come creature dal passo "erpetiforme" (Inuzuka, 1984). Quest'ultima ipotesi mostrava i desmostili come creature dalle zampe poste lateralmente rispetto al corpo, in un modo vagamente simile a quello delle tartarughe o dei coccodrilli; questa postura avrebbe garantito stabilità lungo le coste e le acque basse, in ambienti particolarmente esposti a onde e correnti molto forti.
Basandosi sul raffronto delle proporzioni del corpo e delle zampe, Gingerich (2005) concluse che i desmostili fossero più terrestri che acquatici e che si spostassero in acqua prevalentemente grazie al movimento delle zampe anteriori; da ciò, Gingerich ritenne che i desmostili fossero più simili a "orsi marini" che a "bradipi marini", come invece era stato proposto da altri ricercatori. Tuttavia, uno studio più recente e dettagliato riguardante la struttura ossea dei desmostili ha rivelato che questi animali erano completamente acquatici, come i sireni e i cetacei (Hayashi et al., 2013); le loro zampe erano incapaci di sostenere il loro peso sulla terraferma. Studi più recenti hanno sostenuto questa tesi, dal momento che i desmostili hanno una morfologia toracica più simile a quella dei mammiferi completamente acquatici (sireni e cetacei) che a quella dei mammiferi semiacquatici (Ando et al., 2016). La struttura ossea meno densa suggerisce che Desmostylus avesse uno stile di vita di nuoto attivo e probabilmente si nutriva in superficie, mentre altri desmostili che mostrano un progressivo ispessimento osseo (come Behemotops, Palaeoparadoxia e Ashoroa) erano soprattutto nuotatori lenti e/o camminatori sul fondale e si nutrivano di piante sottomarine (Hayashi et al., 2013). Uno studio ha ipotizzato che Desmostylus preferisse aree costiere poco profonde (meno di 30 metri), mentre Palaeoparadoxia si nutrisse preferibilmente in acque profonde lontane dalle coste (Matsui et al., 2017).

## Estinzione
Si pensa che i desmostili, essendo mammiferi marini erbivori, abbiano subito la competizione ecologica dei sireni dugongidi. In particolare, le ultime forme quali Neoparadoxia erano più specializzate delle precedenti; ciò suggerisce un'aumentata divergenza evolutiva per competere con i sireni. Inoltre, la diversità dei sireni sembra accrescere contemporaneamente al declino dei desmostili (Barnes, 2013). Sia i desmostili che i dugongidi del Pacifico settentrionale erano probabilmente erbivori specializzati che si nutrivano di kelp, al contrario dei mammiferi marini erbivori di altre regioni, la cui dieta era costituita principalmente da posidonie e alghe (Pyenson e Vermeij, 2016).